# Tephritis scitula
Tephritis scitula är en tvåvingeart som först beskrevs av Wulp 1900.  Tephritis scitula ingår i släktet Tephritis och familjen borrflugor. Inga underarter finns listade i Catalogue of Life.